# Włodzimierz Groblewski
Włodzimierz Groblewski (ur. 1 lipca 1946) – polski kierowca rajdowy, rajdowy mistrz Polski, przedsiębiorca.

## Kariera sportowa
W Rajdowych samochodowych mistrzostwach Polski debiutował w roku 1968 samochodem NSU. Wystartował wtedy w Rajdzie 1001 Jezior jak wówczas nazywano Rajd Kormoran i zajął siódmą pozycję w klasyfikacji generalnej, a pierwszą w swojej klasie. Na koniec sezonu zajął druga pozycję w swojej klasie. W następnych latach związany z Polskim Fiatem 125p, na którym wywalczył Mistrzostwo Polski w klasyfikacji generalnej w roku 1977. W sezonie tym wygrał jeden rajd (krakowski), a dwa razy był drugi. (rajd Wisły i warszawski). Po tym sukcesie został fabrycznym kierowcą polskiego Fiata. Pilotami jego byli m.in. Janusz Książkiewicz, Kazimierz Roćko i najdłużej Januariusz Czerwoniec, z którym zdobywał mistrzostwo Polski.